# آرلن اسپکتر
آرلن اسپکتر (به انگلیسی: Arlen Specter) سناتور سابق عضو حزب دموکرات ایالات متحده آمریکا بود. وی در سال ۱۹۸۱ تا ۲۰۱۱ میلادی سناتور ایالت پنسیلوانیا در سنای ایالات متحده آمریکا بود.